# Silicio policristallino

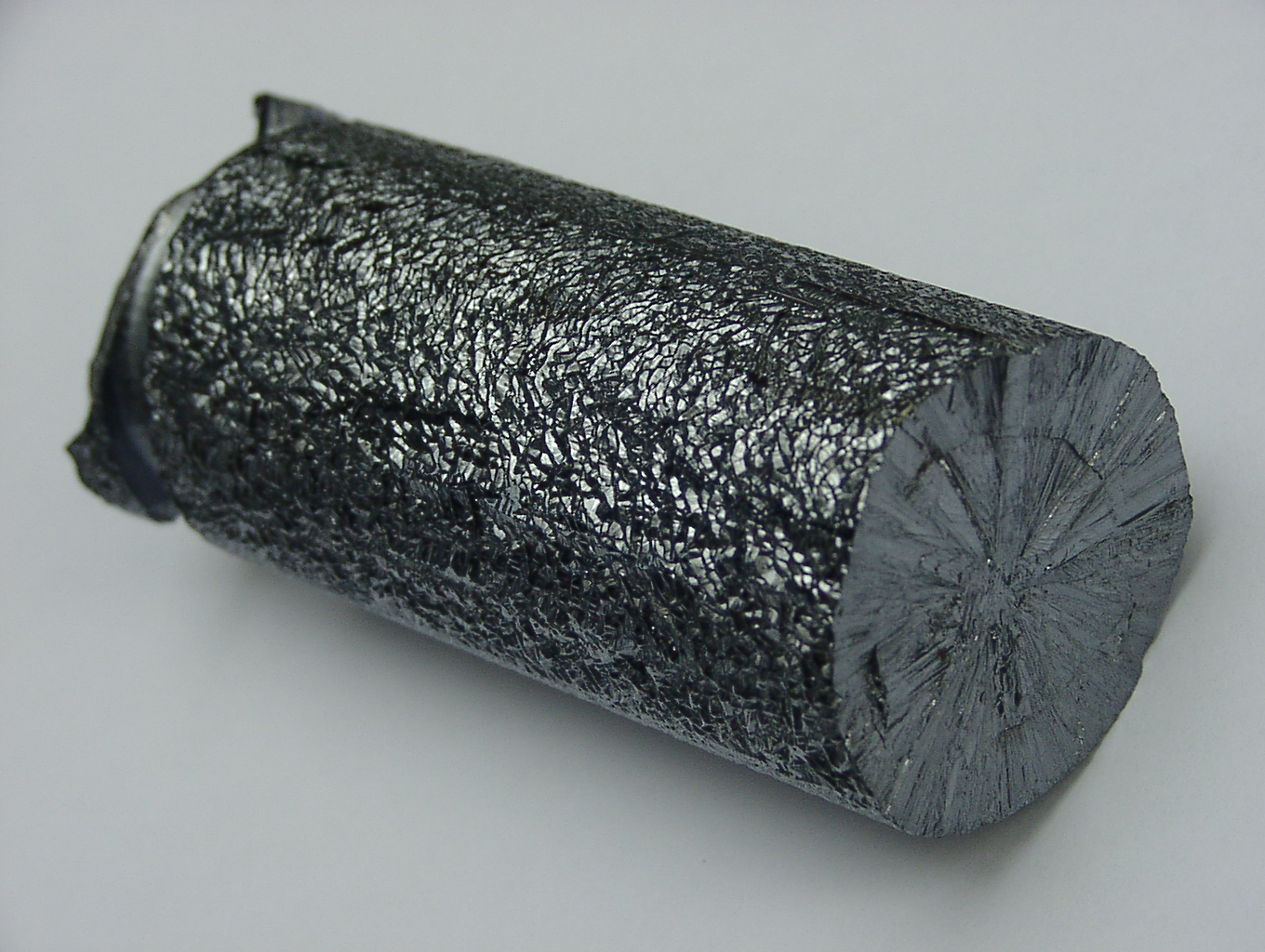
Una barra di silicio policristallino.

Il silicio policristallino o polisilicio è un materiale costituito da cristalli di silicio disallineati (policristallo).

## Descrizione
Questo materiale presenta discrete caratteristiche metalliche se fortemente drogato di tipo n. Sostituisce spesso l'alluminio per la realizzazione di parti metalliche all'interno dei dispositivi elettronici a semiconduttore in virtù della migliore resistenza meccanica al processo di produzione dei circuiti integrati. Ad esempio viene spesso realizzato in polisilicio l'elettrodo di gate dei transistori MOSFET. Viene anche utilizzato per la realizzazione di condensatori in ambito integrato: con il polisilicio si realizzano i piatti metallici, mentre il dielettrico interposto fra i piatti si realizza con biossido di silicio. Tuttavia le capacità che riescono ad avere questi condensatori sono molto basse, ad esempio con una tecnologia di 0,35µ, si possono realizzare capacità di appena 0,7 fF/μm².
Per le applicazioni in elettronica il silicio policristallino può essere ottenuto con tecniche meno sofisticate e meno costose di quelle necessarie per la deposizione del silicio, come la deposizione chimica da vapore (chemical vapour deposition in inglese, CVD). Si può anche ottenere il silicio policristallino durante i processi chimici di fabbricazione del silicio, ad esempio con il processo Siemens. Il silicio policristallino ha un livello di impurità pari a 1 parte per miliardo o inferiore.
Il silicio policristallino è utilizzato anche in applicazioni particolari quali ad esempio i pannelli fotovoltaici. Le celle in silicio policristallino hanno un'efficienza che va dal 12 al 21%. Si realizzano riciclando componenti elettronici scartati, ossia il cosiddetto "scraps di silicio" il quale viene rifuso per ottenere una composizione cristallina compatta. Questi scarti di silicio vengono fusi all'interno di un crogiolo in modo da creare un composto omogeneo che poi viene raffreddato in modo tale da generare una cristallizzazione che si sviluppa in verticale. Si ottiene così un pane di circa 150-200 kg che poi viene tagliato verticalmente in lingotti di forma parallelepipedo. Con un altro taglio, questa volta orizzontale, si ricavano delle fette di spessore simile ai wafer del monocristallo. Anche in questo caso i wafer vengono puliti con un attacco in soda, e poi drogati con il fosforo per la realizzazione delle giunzioni p-n, si applica un sottile strato antiriflesso e si realizzano per serigrafia o elettrodeposizione i contatti elettrici anteriori (griglia metallica) e posteriori (superficie continua metallica).
Per quanto concerne l'elettronica di consumo, si utilizza in particolare il silicio policristallino a bassa temperatura (LTPS) e l'LTPO per ottenere display a frequenza d'aggiornamento variabile per smartphone, smartwatch e altri dispositivi.